# Powercom
Powercom (Пауэрком) — тайваньская компания-производитель источников бесперебойного питания (ИБП), оборудования для защиты электроснабжения, оборудования и решений для солнечной энергетики.
По данным аналитического агентства ITResearch, в 2013 году входил в пятёрку лидеров на российском рынке ИБП. Производственные мощности располагаются на Тайване и в Китае. Производственные площади составляют более 50 000 м2 . Мощность производства — более 250 000 единиц продукции в месяц. Торговая марка POWERCOM принадлежит одноимённой компании Powercom. На территории России работает представительство компании.

## История компании
Компания Powercom основана в апреле 1987 года. Годом позже, в 1988 году компания анонсировала первые источники бесперебойного питания (ИБП) с микропроцессорным управлением. В июне 1990 года компания начинает разработки on-line ИБП и представляет технологию S.P.W.M. (Широтно-Импульсная Модуляция для генерации синусоидальной формы выходного сигнала).
В январе 1992 года Powercom переезжает на новые производственные мощности в Lien Chien (сегодняшнее местонахождение штаб квартиры компании) и расширяет производство. В этом же году были представлены новые on-line ИБП с высокочастотным дизайном. И в этом же 1992 году продукция появляется на Российском рынке.
За короткий срок (1993—1994 гг) бренд Powercom занял лидирующие позиции в отрасли на Тайване (был удостоен правительственной награды Golden Plaza за лучшее электронное оборудование) и вышел на мировой рынок. В феврале 1996 года компания получила сертификат ISO 9001 Quality System.
В Марте 2000 года акции компании были размещены на Тайваньской фондовой бирже TAISDAQ, а в августе 2002 года и на Токийской фондовой бирже TSE.
Заметного роста на Российском рынке компания достигла в 2002 году, заняв устойчивое второе место на рынке ИБП (с большим отрывом от остальных игроков) по результатам опроса «Чемпионы российского ИТ-канала», проводимого редакцией издания CRN/RE.
В 2003 году официально открыто представительство POWERCOM в России; компания занимает второе место на российском рынке ИБП
К 2004 году Российское представительство перешло на мультивендорную дистрибуцию и провело первую авторизацию партнёров.
В 2006 году компания Powercom начинает работать в области солнечной энергетики, инвестируя в компанию TGE и создав свои производственные модули. Следующий год ознаменовался для Powercom подъёмом на рынке солнечной энергетике в Европе и на Тайване.
С 2007 года началось значительное расширение сети сервисных центров в России, в этом году было подписано соглашение с сервисной компанией «Сеть компьютерных клиник», в 2012 году было заключено соглашение с сетью ЦРТ Сервис на обслуживание тяжелого оборудования (мощностью свыше 4кВА) и уже к 2014 году общая сервисная сеть Powercom на территории России, Беларуси и Казахстана превысило 200 центров.
В 2013 году Российское представительство расширило свою зону влияния, взяв на себя развитие и представление интересов компании в Беларуси и Казахстане. Существенно переработана линейка оборудования в сторону «утяжеления».
В 2014 году прошла интеграция работы ИБП Powercom с новыми версиями операционной системы ROSA Fresh и ROSA Enterprise Desktop. По итогам рейтинга, проводимого редакцией CRN/RE «Чемпионы российского ИТ-канала 2014», компания POWERCOM взяла
бронзу в номинации «Источники Бесперебойного Питания».

## Международные сертификаты
- Britian BSI ISO 9001 Certificate
- America UL Safety Certificate
- European CE Certificate
- America FCC Certificate
- Germany TUV Certificate
- BSI Management Systems ISO14001:2004

## Деятельность
POWERCOM разрабатывает, производит и обслуживает широкий спектр оборудования: от стабилизаторов напряжения и резервных ИБП для персональных компьютеров, до источников бесперебойного питания с двойным преобразованием энергии для серверного, сетевого и прочего вычислительного и телекоммуникационного оборудования.
Кроме того, продуктовый портфель компании включает программно-аппаратные продукты, обеспечивающие контроль, управление и «мягкое» сворачивание операционных систем, создавая законченность и целостность своих корпоративных решений.

## POWERCOM в России
Представительство Powercom в Москве было открыто в 2003 году. На конец 2012 года, доля на российском рынке составляла около 10% в денежном и 20% в количественном выражении, то есть каждый пятый проданный ИБП. Выстроена классическая двухуровневая сеть партнёров: у компании четыре дистрибьютора (Merlion, OCS, Treolan, Айсо-дистрибьюция) и около 400 партнёров в более чем 100 городах России, Беларуси и Казахстана. Получены сертификаты РОСТЕСТ и Министерства по связи и информатизации РФ, EAC.

## Продукция, основной модельный ряд
- Офлайн ИБП мощности от 0,5 до 1кВа (серия WOW)
- Линейно-интерактивные ИБП для компьютерной техники, мощностью от 0,5 до 3 кВА (серии: Raptor , Phantom, Spider, Imperial).
- Линейно-интерактивные ИБП для серверов и сетевого оборудования, мощностью от 0,5 до 6 кВА (серии: SMART RT, SMART KING, KING, SMART KING)
- On-line ИБП с двойным преобразованием напряжения для серверов и сетевого оборудования, мощностью до 3 кВА (серия: Vanguard).
- On-line ИБП с двойным преобразованием напряжения для крупных предприятий, мощностью от 4 до 500 кВА (серии: Vanguard, ONL).
- Стабилизаторы (бытовые, однофазные, трёхфазные)
- Решения для солнечной энергетики (солнечные батареи, инверторы, средства мониторинга)